# Ренш, Катарина
Катари́на Ренш (нем. Katharina Rensch, род. 7 октября 1964, Берлин, ГДР) — восточногерманская спортивная гимнастка.
Бронзовая медалистка Олимпийских игр 1980 года в Москве в командных соревнованиях (в составе команды ГДР). По личной сумме стала 9-й и в вышла в финал в личном многоборье, где заняла итоговое тоже 9-е место.
Кроме того, годом ранее, в 1979 году, завоевала бронзу в команде на чемпионате мира в Форт-Уэрте (США).